# Катания (футбольный клуб)
«Ката́ния» (итал. Catania Società Sportiva Dilettantistica) — итальянский футбольный клуб из одноимённого города, основанный в 1908 году. В настоящий момент играет в Серии C. Команда провела большую часть своей истории в низших лигах итальянского футбола и никогда не поднималась выше 8-го места в Серии А.
Клуб был признан банкротом в декабре 2021 года. Он был возрожден летом 2022 года австралийским бизнесменом, имеющим сицилийские корни, Россом Пеллигрой, который взял на себя ответственность за возрождение клуба. Росс Пеллигра в качестве нового президента пообещал выполнить главную цель — вернуть клуб в Серию А.

## История
19 июня 1908 года в Катании был основан первый профессиональный футбольный клуб — «Про Патрия». Свои первые матчи команда проводила против моряков, заходивших в порт Катании. В 1910 году команда была переименована в «Катанезе». До 1927 года чемпионаты Италии проводились только на севере страны, поэтому «Катанезе» выступал в местных соревнованиях вместе с другими сицилийскими командами. «Катанезе» дебютировал в Серии B в сезоне 1934-35, но особого успеха там не добился.
После Второй мировой войны в Катании наряду с «Катанезе» был образован другой клуб — «Виртус Катания». В 1946 году было принято решение объединить две команды под названием «Катания». Объединённый клуб был заявлен в Серию C, однако уже в 1949 году «Катания» добилась права играть в Серии В, а в 1954 — впервые в своей истории вышла в Серию А. В своем первом сезоне в элите команда заняла 12-е место, но в результате громкого финансового скандала была исключена из Серии А. Возвращение «Катании» в высший дивизион состоялось в сезоне 1960-61. В этом же сезоне команда заняла 8 место, что и сейчас является лучшим результатом клуба в истории. В сезоне 1964-65 «Катания» повторила этот результат, однако всего через год вновь последовал вылет в Серию В. В последующие 40 лет клуб провел лишь два сезона в Серии А (1971-72 и 1983—1984). В 1993 году «Катания» и вовсе была лишена профессионального статуса и переведена в Sicilian Eccelenza (шестой дивизион итальянского футбола). Тем не менее, команда достаточно быстро сумела выбраться из низших дивизионов, и в 2005 году в пятый раз в своей истории завоевала право играть в Серии А. И уже на протяжении шести сезонов Катанья выступает в элитном дивизионе Италии, при чём с каждым годом команда становится всё более крепкой. Так, если в первых трех сезонах «слоны» боролись исключительно за выживание, то теперь могут считаться середняком чемпионата.
По итогам сезона 2012/2013 команда заняла 8 место в таблице, тем самым повторив своё лучшее достижение, зафиксированное в  сезоне 1964/65.
20 августа 2015 итальянский суд отправил «Катанию» в третью по силе лигу страны (серию С) за участие в договорных матчах. Команде было присуждено последнее место во втором дивизионе (серии В) в прошлом сезоне, а на старте нового чемпионата с клуба снимут 12 очков. Также «Катания» выплатит штраф в размере 150 тысяч евро. Кроме того, президенту клуба Антонино Пульвиренти на протяжении пяти лет будет запрещено вести деятельность, связанную с футболом. В июне 2015 итальянская полиция арестовала все руководство сицилийского клуба по подозрению в договорных матчах.

## Дерби и ультрас
Болельщики катанезов являются одними из самых известных в Италии. В 1983 году они установили итальянский рекорд для выездных болельщиков с 40 000 катанези, присутствующими на Олимпийском стадионе в Риме. Также было 12 000 катанези, поющих на Олимпийском стадионе в Риме, несмотря на поражение со счетом 0:7.
Самое главное соперничество — с «Палермо», другие незначительные соперничества — с «Мессиной», Римом и «Авеллино».
Друзьями считаются ультрас «Наполи», «Дженоа», «Беневенто», «Кротоне».

### Сицилийское дерби
Одним из самых принципиальных соперников «Катании» является другой сицилийский клуб — «Палермо». 2 февраля 2007 года во время матча Серии А между этими командами в Катании недалеко от стадиона произошла массовая драка болельщиков, в результате которой погиб полицейский.

## Президенты
| Имя и фамилия                 | Годы    |
| ----------------------------- | ------- |
| Санти Пассаниси Манганаро     | 1946-48 |
| Лоренцо Фацио                 | 1948-51 |
| Артуро Микисанти              | 1951-54 |
| Джузеппе Риццо                | 1954-56 |
| Агатино Пеше Микеле Джуффрида | 1956-59 |
| Иньяцио Маркоччо              | 1959-69 |
| Анджело Массимино             | 1969-73 |

| Имя и фамилия        | Годы    |
| -------------------- | ------- |
| Сальваторе Коко      | 1973-74 |
| Анджело Массимино    | 1974-87 |
| Анджело Аттагуиле    | 1987-91 |
| Сальваторе Массимино | 1991-92 |
| Анджело Массимино    | 1992-96 |
| Грация Кодильоне     | 1996-00 |
| Риккардо Гауччи      | 2000-04 |
| Антонино Пульвиренти | 2004-   |

## Тренеры
| Имя и фамилия        | Нац.                       | Годы    |
| -------------------- | -------------------------- | ------- |
| Джованни Деньи       | Флаг Италии                | 1946-48 |
| Николо Николози      | Флаг Италии                | 1948    |
| Мирослав Банас       | Флаг Чехии                 | 1948-49 |
| Марио Маньоцци       | Флаг Италии                | 1949-50 |
| Станислав Кляйн      | Румыния                    | 1950    |
| Лайош Политцер       | Венгрия                    | 1950-51 |
| Нерео Марини         | Флаг Италии                | 1951-52 |
| Бронди               | Флаг Италии                | 1952    |
| Джулио Каппелли      | Флаг Италии                | 1952-53 |
| Фиораванте Бальди    | Флаг Италии                | 1953    |
| Пьеро Андреоли       | Флаг Италии                | 1953-56 |
| Эрнесто Маттео Поджи | Флаг Италии                | 1956-57 |
| Рикардо Карапеллесе  | Флаг Италии                | 1957    |
| Николо Николози      | Флаг Италии                | 1958    |
| Франческо Капокасале | Флаг Италии                | 1958    |
| Благое Марьянович    | Флаг Югославии (1945—1991) | 1958-59 |
| Кармело Ди Белла     | Флаг Италии                | 1959-66 |
| Луиджи Вальсечи      | Флаг Италии                | 1966    |
| Дино Баласи          | Флаг Италии                | 1966-67 |
| Луиджи Вальсекки     | Флаг Италии                | 1968    |
| Эджицио Рубино       | Флаг Италии                | 1968-71 |
| Антонио Кальванесе   | Флаг Италии                | 1971-72 |
| Кармело Ди Белла     | Флаг Италии                | 1972-73 |
| Луиджи Вальсекки     | Флаг Италии                | 1973    |
| Гвидо Маццетти       | Флаг Италии                | 1974    |
| Адельмо Пренна       | Флаг Италии                | 1974    |
| Дженнаро Рамбоне     | Флаг Италии                | 1974-75 |
| Эджицио Рубино       | Флаг Италии                | 1975-76 |
| Гвидо Маццетти       | Флаг Италии                | 1976    |
| Кармело Ди Белла     | Флаг Италии                | 1976-77 |
| Луиджи Вальсекки     | Флаг Италии                | 1977    |
| Карло Маттеуцци      | Флаг Италии                | 1977-78 |

| Имя и фамилия       | Нац.        | Годы    |
| ------------------- | ----------- | ------- |
| Гвидо Маццетти      | Флаг Италии | 1978    |
| Адельмо Капелли     | Флаг Италии | 1978-79 |
| Дженнаро Рамбоне    | Флаг Италии | 1979-80 |
| Лино Де Петрилло    | Флаг Италии | 1980-81 |
| Гвидо Маццетти      | Флаг Италии | 1981    |
| Джорджо Микелотти   | Флаг Италии | 1981-82 |
| Сальво Бьянкетти    | Флаг Италии | 1982    |
| Гвидо Маццетти      | Флаг Италии | 1982    |
| Джанни Ди Марцио    | Флаг Италии | 1982-84 |
| Джамбаттиста Фаббри | Флаг Италии | 1984    |
| Антонио Ренна       | Флаг Италии | 1984-85 |
| Дженнаро Рамбоне    | Флаг Италии | 1985    |
| Сальво Бьянкетти    | Флаг Италии | 1985-86 |
| Антонио Коломбан    | Флаг Италии | 1986    |
| Дженнаро Рамбоне    | Флаг Италии | 1986-87 |
| Бруно Паче          | Флаг Италии | 1987    |
| Освальдо Якони      | Флаг Италии | 1987    |
| Пьетро Сантин       | Флаг Италии | 1987-88 |
| Бруно Паче          | Флаг Италии | 1988-89 |
| Кармело Руссо       | Флаг Италии | 1989-90 |
| Анджело Сормани     | Флаг Италии | 1990-91 |
| Джузеппе Караманно  | Флаг Италии | 1991-92 |
| Франко Ваннино      | Флаг Италии | 1992    |
| Сальво Бьянкетти    | Флаг Италии | 1992-93 |
| Франко Инделикато   | Флаг Италии | 1993-94 |
| Лоренцо Барлассина  | Флаг Италии | 1994    |
| Пьер Джузеппе Мости | Флаг Италии | 1994-95 |
| Анджело Бузетта     | Флаг Италии | 1995    |
| Ламберто Леонарди   | Флаг Италии | 1995    |
| Альдо Черантола     | Флаг Италии | 1995-96 |
| Марио Руссо         | Флаг Италии | 1996    |

| Имя и фамилия        | Нац.           | Годы      |
| -------------------- | -------------- | --------- |
| Анджело Бузетта      | Флаг Италии    | 1996-97   |
| Джованни Мей         | Флаг Италии    | 1997-98   |
| Франко Гальярди      | Флаг Италии    | 1998      |
| Пьеро Кукки          | Флаг Италии    | 1998-99   |
| Джанни Симонелли     | Флаг Италии    | 1999-00   |
| Иво Якони            | Флаг Италии    | 2000-01   |
| Винченцо Гуэрини     | Флаг Италии    | 2001      |
| Альдо Аммаццалорсо   | Флаг Италии    | 2001      |
| Пьетро Верховод      | Флаг Италии    | 2001      |
| Франческо Грациани   | Флаг Италии    | 2001-02   |
| Освальдо Якони       | Флаг Италии    | 2002      |
| Маурицио Пеллегрино  | Флаг Италии    | 2002      |
| Джон Тошак           |                | 2002-03   |
| Эдоардо Рея          | Флаг Италии    | 2003      |
| Винченцо Гуэрини     | Флаг Италии    | 2003      |
| Габриеле Матриччани  | Флаг Италии    | 2003-04   |
| Маурицио Константини | Флаг Италии    | 2004-05   |
| Недо Сонетти         | Флаг Италии    | 2005      |
| Паскуале Марино      | Флаг Италии    | 2005-07   |
| Сильвио Бальдини     | Флаг Италии    | 2007-08   |
| Вальтер Дзенга       | Флаг Италии    | 2008-09   |
| Джанлука Атцори      | Флаг Италии    | 2009      |
| Синиша Михайлович    | Флаг Сербии    | 2009-10   |
| Марко Джампаоло      | Флаг Италии    | 2010-11   |
| Диего Симеоне        | Флаг Аргентины | 2011      |
| Винченцо Монтелла    | Флаг Италии    | 2011-2012 |
| Роландо Маран        | Флаг Италии    | 2012-2013 |
| Луиджи де Канио      | Флаг Италии    | 2013-2014 |
| Роландо Маран        | Флаг Италии    | 2014      |
| Маурицио Пеллегрино  | Флаг Италии    | 2014      |
| Джузеппе Саннино     | Флаг Италии    | 2014-н.в  |

## Количество сезонов по дивизионам
| Дивизион | Количество сезонов | Дебют   | Последний сезон |
| -------- | ------------------ | ------- | --------------- |
| A        | 17                 | 1954/55 | 2012/13         |
| B        | 34                 | 1934/35 | 2005/06         |
| C        | 29                 | 1930/31 | 2001/02         |
| D        | 2                  | 1929/30 | 1994/95         |